# Fußball-Europameisterschaft 2016/Tschechien
Dieser Artikel behandelt die tschechische Nationalmannschaft bei der Fußball-Europameisterschaft 2016 in Frankreich. Für Tschechien war es die sechste EM-Endrunden-Teilnahme, womit Tschechien zu den sechs Mannschaften gehört, die seit der Aufstockung auf 16 Endrundenteilnehmer immer dabei waren.

## Qualifikation

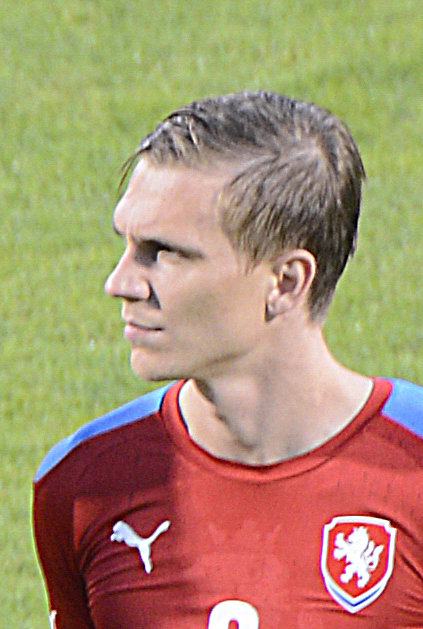
Bořek Dočkal, bester tschechischer Torschütze der Qualifikation

Tschechien absolvierte die Qualifikation zur Europameisterschaft in der Gruppe A. Die Tschechen, die bei der Gruppenauslosung aus dem zweitbesten Topf gezogen wurden, begannen die Qualifikation mit einem 2:1-Sieg gegen den WM-Dritten Niederlande. Auch die drei nächsten Spiele wurden gewonnen, ehe beim Heimspiel gegen Lettland der erste Punkt abgegeben wurde. Vor der Sommerpause wurde dann in Island verloren. Es folgten knappe Siege gegen Kasachstan und in Lettland, womit sich die Tschechen als dritte Mannschaft (nach Gastgeber Frankreich und England) vorzeitig qualifizierten. Mit einer 0:2-Heimniederlage gegen die Türkei, bei der einige Stammspieler nicht eingesetzt wurden, wurde der Gruppensieg aber gefährdet. Durch einen 3:2-Sieg in Amsterdam gegen die Niederlande wurde dann aber der Gruppensieg perfekt gemacht und gleichzeitig die Niederländer auf den vierten Platz verwiesen, da zeitgleich die bis dahin führenden aber ebenfalls bereits qualifizierten Isländer in der Türkei verloren, die damit bester Gruppendritter wurden und sich damit auch direkt qualifizierten. Allerdings erhielt Marek Suchý wegen einer Notbremse die Rote Karte und ist damit mindestens für das erste Gruppenspiel der Endrunde gesperrt.
Die Tschechen kassierten insgesamt 14 Gegentore und damit die meisten aller qualifizierten Mannschaften.
Insgesamt setzte Trainer Pavel Vrba, der die Mannschaft nach der verpassten Qualifikation für die WM 2014 übernommen hatte, 31 Spieler ein, von denen aber nur Vladimír Darida in allen zehn Spielen zum Einsatz kam. Elf Spieler konnten sich in die Torschützenliste eintragen, davon war Bořek Dočkal mit vier Toren der treffsicherste. Beim Spiel in Island machte Kapitän Tomáš Rosický sein 100. Länderspiel und Milan Škoda kam zu seinem ersten Länderspieleinsatz. Im nächsten Spiel gegen Kasachstan kamen dann noch David Pavelka und Jiří Skalák zu ihren ersten Länderspieleinsätzen.
Im Laufe der Qualifikation verbesserten sich die Tschechen in der FIFA-Weltrangliste von Platz 35 auf Platz 15, fielen dann aber wieder auf den 17. Platz.

### Spiele
Alle Resultate aus tschechischer Sicht.
| Datum      | Spielort                                | Gegner      | Ergebnis  | Torschützen |
| ---------- | --------------------------------------- | ----------- | --------- | --- |
| 09.09.2014 | Generali Arena, Prag                    | Niederlande | 2:1 (1:0) | 1:0 Bořek Dočkal (22.), 1:1 Stefan de Vrij (55.), 2:1 Václav Pilař (90.+1′)                                                                               |
| 10.10.2014 | Şükrü-Saracoğlu-Stadion, Istanbul (TUR) | Türkei      | 2:1 (1:1) | 0:1 Umut Bulut (8.), 1:1 Tomáš Sivok (16.), 2:1 Bořek Dočkal (58.)                                                                                        |
| 13.10.2014 | Astana Arena, Astana (KAZ)              | Kasachstan  | 4:2 (2:0) | 1:0 Bořek Dočkal (13.), 2:0 David Lafata (44.), 3:0 Ladislav Krejčí (56.), 3:1 Juri Logwinenko (84.), 4:1 Tomáš Necid (88.), 4:2 Juri Logwinenko (90.+1′) |
| 16.11.2014 | Doosan Arena, Pilsen                    | Island      | 2:1 (1:1) | 0:1 Ragnar Sigurðsson (9.), 1:1 Pavel Kadeřábek (45.+1′), 2:1 Jón Daði Böðvarsson (61./Eigentor)                                                          |
| 28.03.2015 | Eden Aréna, Prag                        | Lettland    | 1:1 (0:1) | 0:1 Aleksejs Višņakovs (30.), 1:1 Václav Pilař (90.) |
| 12.06.2015 | Laugardalsvöllur, Reykjavík (ISL)       | Island      | 1:2 (0:0) | 1:0 Bořek Dočkal (55.), 1:1 Aron Gunnarsson (60.), 1:2 Kolbeinn Sigþórsson (76.)                                                                          |
| 03.09.2015 | Doosan Arena, Pilsen                    | Kasachstan  | 2:1 (0:1) | 0:1 Juri Logwinenko (21.), 1:1, 2:1 Milan Škoda (74., 86.)                                                                                                |
| 06.09.2015 | Skonto-Stadion, Riga (LVA)              | Lettland    | 2:1 (2:0) | 1:0 David Limberský (13.), 2:0 Vladimír Darida (25.), 2:1 Artūrs Zjuzins (73.)                                                                            |
| 10.10.2015 | Generali Arena, Prag                    | Türkei      | 0:2 (0:0) | 0:1 Selçuk İnan (62./Elfmeter), 0:2 Hakan Çalhanoğlu (80.)                                                                                                |
| 13.10.2015 | Amsterdam Arena, Amsterdam (NLD)        | Niederlande | 3:2 (2:0) | 1:0 Pavel Kadeřábek (24.), 2:0 Josef Šural (35.), 3:0 Robin van Persie (66./Eigentor), 1:3 Klaas-Jan Huntelaar (70.), 2:3 Robin van Persie (83.)          |

### Tabelle
| Pl. | Land        | Sp. | S | U | N | Tore    | Diff. | Punkte |
| --- | ----------- | --- | - | - | - | ------- | ----- | ------ |
| 1.  | Tschechien  | 10  | 7 | 1 | 2 | 019:140 | +5    | 22     |
| 2.  | Island      | 10  | 6 | 2 | 2 | 017:600 | +11   | 20     |
| 3.  | Türkei      | 10  | 5 | 3 | 2 | 014:900 | +5    | 18     |
| 4.  | Niederlande | 10  | 4 | 1 | 5 | 017:140 | +3    | 13     |
| 5.  | Kasachstan  | 10  | 1 | 2 | 7 | 007:180 | −11   | 05     |
| 6.  | Lettland    | 10  | 0 | 4 | 6 | 006:190 | −13   | 04     |

## Vorbereitung
Nach dem Ende der Qualifikation gewannen die Tschechen am 13. November ein Testspiel in Ostrava gegen Serbien mit 4:1, verloren aber vier Tage später in Breslau mit 1:3 gegen EM-Teilnehmer Polen. Dabei kamen Ondřej Zahustel im ersten und Lukas Bartošák im zweiten Spiel zu ihren A-Länderspieleinsätzen. Am 24. März 2016 wurde gegen die nicht für die Endrunde qualifizierten Schotten in Prag mit 0:1 verloren. Dabei wurden mit Torhüter Tomáš Koubek sowie Martin Frýdek, Lukáš Mareček und Jakub Rada vier Neulinge eingesetzt. Fünf Tage später trafen sie in Solna auf EM-Teilnehmer Schweden und trennten sich mit einem 1:1-Unentschieden. Vom 21. Mai bis 2. Juni fand die unmittelbare EM-Vorbereitung mit einem Trainingslager in Seefeld statt, mit Testspielen am 26. Mai in Kufstein gegen Malta (6:0) und am 1. Juni in Innsbruck gegen Russland (2:1). Zum Abschluss der Testspiele verloren sie am 5. Juni in Prag mit 1:2 gegen Südkorea, das wenige Tage zuvor gegen Titelverteidiger Spanien mit 1:6 verloren hatte. Das Tor für die Tschechen erzielte Marek Suchý mit seinem ersten Länderspieltor und Jaroslav Plašil machte als vierter Tscheche sein 100. Länderspiel.

## Kader
Am 19. Mai wurde der vorläufige Kader mit 28 Spielern bekannt gegeben. Der endgültige Kader wurde am 31. Mai benannt. Die meisten Spieler (4) wurden von Vizemeister Sparta Prag nominiert, Meister Viktoria Pilsen stellte drei Spieler des Aufgebots.
| Nr.        | Name                   | Verein                 | Geburts- datum | Länderspiel- einsätze | Länderspiel- tore | Debüt    | Anzahl der Spiele | Tor      | Gelbe Karte | Gelb-Rote Karte | Rote Karte |
| Torhüter   | Torhüter               | Torhüter               | Torhüter       | Torhüter              | Torhüter          | Torhüter | Torhüter          | Torhüter | Torhüter    | Torhüter        | Torhüter   |
| ---------- | ---------------------- | ---------------------- | -------------- | --------------------- | ----------------- | -------- | ----------------- | -------- | ----------- | --------------- | ---------- |
| 01         | Petr Čech              | FC Arsenal             | 20. Mai 1982   | 121                   | 0                 | 2002     | 3                 |          |             |                 |            |
| 16         | Tomáš Vaclík           | FC Basel               | 29. März 1989  | 6                     | 0                 | 2012     |                   |          |             |                 |            |
| 23         | Tomáš Koubek           | Slovan Liberec         | 26. Aug. 1992  | 2                     | 0                 | 2016     |                   |          |             |                 |            |
| Abwehr     |                        |                        |                |                       |                   |          |                   |          |             |                 |            |
| 03         | Michal Kadlec          | Fenerbahçe Istanbul    | 13. Dez. 1984  | 65                    | 8                 | 2007     |                   |          |             |                 |            |
| 06         | Tomáš Sivok            | Bursaspor              | 15. Sep. 1983  | 55                    | 5                 | 2005     | 3                 |          | 1           |                 |            |
| 08         | David Limberský        | Viktoria Pilsen        | 6. Okt. 1983   | 38                    | 1                 | 2009     | 3                 |          | 1           |                 |            |
| 04         | Theodor Gebre Selassie | Werder Bremen          | 24. Dez. 1986  | 36                    | 1                 | 2011     | 1                 |          |             |                 |            |
| 11         | Daniel Pudil           | Sheffield Wednesday    | 27. Sep. 1985  | 32                    | 2                 | 2007     | 1                 |          |             |                 |            |
| 17         | Marek Suchý            | FC Basel               | 29. März 1988  | 27                    | 1                 | 2010     |                   |          |             |                 |            |
| 05         | Roman Hubník           | Viktoria Pilsen        | 6. Juni 1984   | 26                    | 3                 | 2009     | 3                 |          |             |                 |            |
| 02         | Pavel Kadeřábek        | TSG 1899 Hoffenheim    | 25. Apr. 1992  | 18                    | 2                 | 2014     | 3                 |          |             |                 |            |
| Mittelfeld |                        |                        |                |                       |                   |          |                   |          |             |                 |            |
| 10         | Tomáš Rosický          | FC Arsenal             | 4. Okt. 1980   | 103                   | 23                | 2000     | 2                 |          |             |                 |            |
| 13         | Jaroslav Plašil        | Girondins Bordeaux     | 5. Jan. 1982   | 100                   | 7                 | 2004     | 3                 |          | 1           |                 |            |
| 22         | Vladimír Darida        | Hertha BSC             | 8. Aug. 1990   | 36                    | 1                 | 2012     | 3                 |          |             |                 |            |
| 14         | Daniel Kolář           | Viktoria Pilsen        | 27. Okt. 1985  | 28                    | 2                 | 2009     | 1                 |          |             |                 |            |
| 09         | Bořek Dočkal           | Sparta Prag            | 30. Sep. 1988  | 24                    | 6                 | 2012     | 1                 |          |             |                 |            |
| 19         | Ladislav Krejčí        | Sparta Prag            | 5. Juli 1992   | 23                    | 4                 | 2012     | 2                 |          |             |                 |            |
| 18         | Josef Šural            | Sparta Prag            | 30. Mai 1990   | 11                    | 1                 | 2013     | 3                 |          | 1           |                 |            |
| 20         | Jiří Skalák            | Brighton & Hove Albion | 12. März 1992  | 10                    | 0                 | 2015     | 1                 |          |             |                 |            |
| 15         | David Pavelka          | Kasımpaşa Istanbul     | 18. Mai 1991   | 8                     | 0                 | 2015     | 2                 |          | 1           |                 |            |
| Angriff    |                        |                        |                |                       |                   |          |                   |          |             |                 |            |
| 21         | David Lafata           | Sparta Prag            | 18. Sep. 1981  | 39                    | 9                 | 2006     | 2                 |          |             |                 |            |
| 07         | Tomáš Necid            | Bursaspor              | 13. Aug. 1989  | 39                    | 11                | 2008     | 3                 | 1        |             |                 |            |
| 12         | Milan Škoda            | Slavia Prag            | 16. Jan. 1986  | 9                     | 3                 | 2015     | 2                 | 1        |             |                 |            |

Trainer: Pavel Vrba
1. 1 2  Stand: 5. Juni 2016 (Quelle)

### Spieler, die nur im ersten vorläufigen Kader standen
Am 20. Mai wurden Matěj Vydra, Ondřej Zahustel und Jan Kovařík aus dem ursprünglich 28 Mann starken Kader gestrichen. Lukáš Mareček und Patrik Schick wurden am 31. Mai gestrichen.
| Position   | Name            | Verein              | Geburts- datum | Länderspiel- einsätze | Länderspiel- tore | Debüt |
| ---------- | --------------- | ------------------- | -------------- | --------------------- | ----------------- | ----- |
| Abwehr     | Jakub Brabec    | Sparta Prag         | 6. Aug. 1992   | 0                     | 0                 |       |
| Abwehr     | Ondřej Zahustel | Sparta Prag         | 18. Juni 1991  | 2                     | 1                 | 2015  |
| Mittelfeld | Václav Černý    | Ajax Amsterdam      | 17. Okt. 1997  | 0                     | 0                 |       |
| Mittelfeld | Jan Kovařík     | Viktoria Pilsen     | 19. Juni 1988  | 0                     | 0                 |       |
| Mittelfeld | Lukáš Mareček   | Sparta Prag         | 17. Apr. 1996  | 3                     | 0                 | 2016  |
| Mittelfeld | Kamil Vacek     | Piast Gliwice       | 10. Mai 1987   | 9                     | 0                 | 2011  |
| Angriff    | Patrik Schick   | Bohemians Prag 1905 | 24. Jan. 1996  | 1                     | 1                 | 2016  |
| Angriff    | Matěj Vydra     | FC Reading          | 1. Mai 1992    | 17                    | 5                 | 2012  |

1. 1 2  Stand: 29. März 2016 (Quelle)

## Endrunde
Bei der am 12. Dezember 2015 stattgefundenen Auslosung der sechs Endrundengruppen waren die Tschechen in Topf 3 gesetzt. Die Tschechen wurden der Gruppe D mit Titelverteidiger Spanien, Kroatien und Qualifikationsgegner Türkei zugelost. Gegen Spanien gab es zuvor in vier Spielen ein Remis und drei Niederlagen, in den Qualifikationen für die WM 1998 und die EM 2012. Die Türkei war zuvor neunmal Gegner der Tschechen, wobei die Tschechen fünf Siege und ein Unentschieden erreichten – bei drei Niederlagen. Bei der EM-Vorrunde 2008 begegneten sich beide Mannschaften im letzten Gruppenspiel. Die Tschechen verspielten einen 2:0-Vorsprung in den Schlussminuten und verloren mit 2:3, wodurch sie das Viertelfinale verpassten. Beide waren ja bereits in der Qualifikation Gruppengegner, wobei die Türken den letzten Vergleich und damit erstmals in Tschechien gewannen und damit den Weg zur Endrunde ebneten. Gegen Kroatien gab es zuvor nur Freundschaftsspiele, von denen eins remis endete und eins verloren wurde.
Die Tschechen verloren das Auftaktspiel mit 0:1, das die Überlegenheit der Spanier nicht ausdrückt. Auch im zweiten Spiel gegen Kroatien waren sie zunächst die schwächere Mannschaft und lagen bis zur 75. Minute mit 0:2 hinten. Dann gelang dem acht Minuten zuvor eingewechselten Milan Škoda zunächst der Anschlusstreffer und nachdem kroatische Zuschauer durch Krawalle auf der Tribüne in den Schlussminuten für eine Spielunterbrechung gesorgt hatten, nutzten sie die Verwirrung der kroatischen Spieler und drängten auf den Ausgleich, wozu sie durch einen Handelfmeter in der Nachspielzeit die Chance erhielten. Der erst während der Krawalle eingewechselte Tomáš Necid konnte diese Möglichkeit nutzen und den Tschechen den insgesamt glücklichen Ausgleich bescheren. Im letzten Gruppenspiel gegen die mit zwei Niederlagen gestarteten Türken mussten sie gewinnen um noch die K.-o.-Runde zu erreichen, verloren aber mit 0:2. Damit schieden die Tschechen als Gruppenletzte aus.
Durch die EM-Spiele verlor Tschechien in der FIFA-Weltrangliste 47 Punkte und drei Plätze.
| Pl. | Land       | Sp. | S | U | N | Tore    | Diff. | Punkte |
| --- | ---------- | --- | - | - | - | ------- | ----- | ------ |
| 1.  | Kroatien   | 3   | 2 | 1 | 0 | 005:300 | +2    | 07     |
| 2.  | Spanien    | 3   | 2 | 0 | 1 | 005:200 | +3    | 06     |
| 3.  | Türkei     | 3   | 1 | 0 | 2 | 002:400 | −2    | 03     |
| 4.  | Tschechien | 3   | 0 | 1 | 2 | 002:500 | −3    | 01     |

|                                                  |   |            |           |
| Mo., 13. Juni 2016 um 15:00 Uhr in Toulouse      |   |            |           |
| Spanien                                          | – | Tschechien | 1:0 (0:0) |
| Fr., 17. Juni 2016 um 18:00 Uhr in Saint-Étienne |   |            |           |
| Tschechien                                       | – | Kroatien   | 2:2 (0:1) |
| Di., 21. Juni 2016 um 21:00 Uhr in Lens          |   |            |           |
| Tschechien                                       | – | Türkei     | 0:2 (0:1) |